# 尖峰猪屎豆
尖峰猪屎豆（学名：Crotalaria jianfengensis）为豆科猪屎豆属下的一个种。

## 扩展阅读
- 維基物種上的相關：尖峰猪屎豆